# U.S. 여자 오픈 챔피언십
U.S. 여자 오픈 챔피언십(United States Women's Open Championship) 또는 U.S. 여자 오픈은 전미 골프 협회(United States Golf Association)가 주최하는 13개의 골프 대회 중 하나이자, 5개의 LPGA 투어 메이저 대회 중 하나이다.

## 개관
1946년에 창설된 US 여자 오픈은 LPGA가 1950년에 설립된 이후 LPGA가 인정한 유일한 메이저 대회였다. 여자 프로 골프 선수 협회(Women's Professional Golfers Association; WPGA)가 처음 3년 동안 대회를 운영하였고, 다음 4년 동안 LPGA가 운영하다가 1953년에 USGA 대회가 되었다. 일반적으로는 7월 초에 개최되며, LPGA 시즌의 세 번째 메이저 대회이다. 이 대회는 여자 골프에서 가장 높은 상금을 가지고 있다.
US 오픈과 달리 US 여자 오픈은 세계적으로 메이저 대회로 인정되지는 않는다. 레이디스 유러피언 투어(Ladies European Tour; LET)는 미국에서 열리는 세 개의 메이저 대회를 인정하지 않으며, JLPGA 투어는 자체적인 메이저 대회를 가지고 있다. 다만 LPGA 투어가 여자 골프에서 지배적인 투어이기 때문에 이러한 상황의 중요성은 제한적이다.
2007년 외국인 선수의 숫자가 처음으로 미국인 선수를 넘었다. 2008년 대회에서 19세의 대한민국의 골프 선수 박인비가 우승하였으며, 박인비는 최연소 우승자가 되었다.

## 역대 우승자
| 연도 | 우승자              | 국적           | 점수 | 파  | 2위와의 차이 | 총상금 ($) | 우승자 상금 ($) |
| ---- | ------------------- | -------------- | ---- | --- | ------------ | ---------- | --------------- |
| 2020 | 김아림              | 대한민국       | 281  | −3  | 1타          | 5,500,000  | 1,000,000       |
| 2019 | 이정은6             | 대한민국       | 278  | −6  | 2타          | 5,500,000  | 1,000,000       |
| 2018 | 에리야 쭈타누깐     | 태국           | 277  | −11 | 플레이오프   | 5,000,000  | 900,000         |
| 2017 | 박성현              | 대한민국       | 277  | −11 | 2타          | 5,000,000  | 900,000         |
| 2016 | 브리트니 랭         | 미국           | 282  | −6  | 플레이오프   | 4,500,000  | 810,000         |
| 2015 | 전인지              | 대한민국       | 272  | −8  | 1타          | 4,500,000  | 810,000         |
| 2014 | 미셸 위             | 미국           | 278  | −2  | 2타          | 4,000,000  | 720,000         |
| 2013 | 박인비              | 대한민국       | 280  | −8  | 4타          | 3,250,000  | 585,000         |
| 2012 | 최나연              | 대한민국       | 281  | −7  | 4타          | 3,250,000  | 585,000         |
| 2011 | 유소연              | 대한민국       | 281  | −3  | 플레이오프   | 3,250,000  | 585,000         |
| 2010 | 폴라 크리머         | 미국           | 281  | −3  | 4타          | 3,250,000  | 585,000         |
| 2009 | 지은희              | 대한민국       | 284  | E   | 1타          | 3,250,000  | 585,000         |
| 2008 | 박인비              | 대한민국       | 283  | −9  | 4타          | 3,250,000  | 585,000         |
| 2007 | 크리스티 커         | 미국           | 279  | −5  | 2타          | 3,100,000  | 560,000         |
| 2006 | 안니카 소렌스탐 (3) | 스웨덴         | 284  | E   | 플레이오프   | 3,100,000  | 560,000         |
| 2005 | 김주연              | 대한민국       | 287  | +3  | 2타          | 3,100,000  | 560,000         |
| 2004 | 멕 맬런 (2)         | 미국           | 274  | −10 | 2타          | 3,100,000  | 560,000         |
| 2003 | 힐러리 렁키         | 미국           | 283  | −1  | 플레이오프   | 3,100,000  | 560,000         |
| 2002 | 줄리 잉크스터 (2)   | 미국           | 276  | −4  | 2타          | 3,000,000  | 535,000         |
| 2001 | 카리 웹 (2)         | 오스트레일리아 | 273  | −7  | 8타          | 2,900,000  | 520,000         |
| 2000 | 카리 웹             | 오스트레일리아 | 282  | −6  | 5타          | 2,750,000  | 500,000         |
| 1999 | 줄리 잉크스터       | 미국           | 272  | −16 | 5타          | 1,750,000  | 315,000         |
| 1998 | 박세리              | 대한민국       | 290  | +6  | 플레이오프   | 1,500,000  | 267,500         |

## 역대 한국인 챔피언[3]
- 1998년 박세리
- 2005년 김주연
- 2008년 박인비
- 2009년 지은희
- 2011년 유소연
- 2012년 최나연
- 2013년 박인비
- 2015년 전인지
- 2017년 박성현
- 2019년 이정은6
- 2020년 김아림